# Lebenslauf (Bewerbung)
Der Lebenslauf (auch das Curriculum Vitae, kurz CV oder C.V., Vitae Cursus oder Résumé) listet schriftlich die wichtigsten individuellen Daten einer Person auf. In Bewerbungen wird er zumeist in tabellarischer Form dargestellt, kann aber in Ausnahmefällen auch in Textform geschrieben werden. Die Erstellung erfolgt heute üblicherweise mit einem Textverarbeitungsprogramm (früher Schreibmaschine oder handschriftlich), in einigen Berufen ist auch heute noch eine handschriftliche Erstellung üblich. Ein schriftlich verfasster Lebenslauf stellt einen wichtigen Teil der Bewerbungsmappe dar, entweder in einer ausführlichen Form (mit Anhang) oder in Form einer Kurzbewerbung.

## Geschichte
Die Geschichte des Lebenslaufs ist untrennbar mit der Geschichte des Bewerbungsschreibens verbunden. Spätestens ab dem Ende des 18. Jahrhunderts war es in Europa üblich, in Bewerbungsschreiben (die meist im Format einer Supplik verfasst waren), auf die eigene Bildung, Qualifikation und Berufserfahrung einzugehen. Diese Entwicklung hing mit der zunehmenden Professionalisierung zusammen und die Lebenslauferzählung verblieb zumeist in Textform. Für staatliche Prüfungen in Preußen war es bereits ab der Reformzeit üblich, einen eigenständigen Lebenslauf einzureichen, der Angaben zur Herkunft, zur Schul- und Universitätsbildung, zur Berufserfahrung und anderen Lebensumständen machte. In Bewerbungen hingegen wurde der Lebenslauf erst zum Ende des 19. Jahrhunderts als eigenständiges Schreiben verfasst und Anfang des 20. Jahrhunderts schließlich vermehrt tabellarisch formatiert. Große Verbreitung fand der Lebenslauf als Bewerbungsdokument über Bewerbungsratgeber und unternehmerische Lehrbücher. Seit den 2000er Jahren stellen Unternehmen wie LinkedIn und Xing eine Plattform für digitale Online-Lebensläufe bereit.

## Aufbau eines Lebenslaufs
Die Form des Lebenslaufs variiert je nach Land. In einigen europäischen Ländern wird der Lebenslauf für eine Bewerbung relativ kurz gefasst. Sollte ein ausländisches Unternehmen Interesse zeigen, schickt es dem Bewerber einen Bewerbungsbogen (application form), auf dem er detailliert seine Angaben eintragen muss. Das Ausfüllen kann – je nach Firma – online oder auf Papier erfolgen.
In keinem anderen Land wird jedoch das Bewerbungsfoto in einem Lebenslauf so hoch gewichtet wie in deutschsprachigen Ländern. Lebensläufe ohne Fotos landen nicht selten bei den Absagen. Die Erwartungen in die Qualität der Fotos sind sehr unterschiedlich. Je nach Beruf kommen Passbilder, Bewerbungsfotos (als Porträt) oder spezielle Businessbilder in Frage. In jedem Fall ist eine gute Qualität wichtig.
In bestimmten Unternehmen kann es sich bei einem „CV“ auch um ein sogenanntes Mitarbeiterprofil handeln, in dem die tatsächlichen Fähigkeiten des Mitarbeiters denen der Tätigkeitsbeschreibung gegenübergestellt werden.
Ein Lebenslauf umfasst gewöhnlich folgende Bestandteile:
- die Überschrift „Lebenslauf“
- evtl. ein Bewerbungsfoto (im US-amerikanischen Raum unüblich); das Bewerbungsfoto kann auch in digitaler Form als Grafik eingefügt werden.
- persönliche Daten (zum Beispiel Name, Anschrift, Telefonnummer(n), E-Mail-Adresse, Geburtsdatum und -ort, Staatsangehörigkeit, Geschlecht, manchmal auch Familienstand, Anzahl der Kinder, eventuell die Namen und Berufe der Eltern – letzteres in der Regel bei Ausbildungsplätzen und nur dann, wenn ein elterlicher Beruf einen Zusammenhang mit Ausbildungsplatz oder Berufswunsch erkennen lässt)
- Bildung: Schulen, Studium, Weiterbildungsmaßnahmen mit Abschlüssen. Wenn ein Hochschulabschluss oder eine Ausbildung vorliegt, wird nur der letzte Schulabschluss in den Lebenslauf integriert
- ggf. Auslandserfahrung: Sprachkurs, Auslandssemester, Schüleraustausch etc.
- Weiterbildung, zusätzliche Qualifikation
- ggf. ehrenamtliche Tätigkeiten, wie das Freiwillige Soziale Jahr (FSJ), das freiwillige ökologische Jahr (FÖJ) oder beim Bundesfreiwilligendienst (BFD)
- ggf. Wehrdienst, wie der (verpflichtende) Militärdienst beim österreichischen Bundesheer oder der Schweizer Armee, oder Wehrersatzdienst, wie der Zivildienst
- bisherige Berufe, Berufserfahrung oder Praktika: Hier ist es sinnvoll, die jeweiligen Aufgaben und Verantwortungsbereiche aufzulisten. Benutzerfreundlich ist es, Links zu den Unternehmen hinzuzufügen bzw. kurz zu definieren, in welchem Bereich das Unternehmen tätig ist (z. B. Sondermaschinenbau im Bereich Extrusionstechnik)
- sonstige Qualifikationen und Kenntnisse: EDV, Sprachen, Führerschein, unter Umständen (auch künstlerische, musische oder sportliche) Hobbys
- ggf. eine Auflistung eigener Publikationen
- ggf. Auszeichnungen
- ggf. Referenzen (in Großbritannien sind zwei bis drei Referenzen erforderlich; mit Namen und Anschriften von Professoren oder ehemaligen Arbeitgebern)
- Ort, Datum, optional Unterschrift (Onlinebewerbungen meist ohne Unterschrift)

Die Unterschrift unter dem Lebenslauf ist in manchen Bereichen nach wie vor üblich, rechtlich allerdings nicht von Belang. Eine strafrechtliche Verfolgung falscher Angaben entsteht durch die Unterschrift nicht. Auch wird ein durch den Lebenslauf entstandener Arbeitsvertrag durch eine Unterschrift nicht angreifbarer.

## Europäischer Bildungspass
Die Europäische Union ist bemüht, mit den Europäischen Bildungspass-Werkzeugen (Lebenslauf, Sprachenpass, Mobilität, Diplomzusatz und Zeugniserläuterung) einen Standard für eine bessere Vergleichbarkeit von Abschlüssen aus Studium und Beruf zu sorgen. Dieser Standard gewinnt in Europa zunehmend an Bedeutung. Relevant werden hier auch die standardisierten Bewertungen der verschiedenen Schulsysteme nach der von der UNESCO veröffentlichten International Standard Classification of Education (ISCED).

## Vom Lebenslauf zur „Selbstverwirklichungsbiographie“
Wegen der zunehmenden Identifikation der Menschen mit außerhalb des Berufslebens liegenden Bereichen und Zeiträumen, aber auch wegen häufigerer Unterbrechungen des Erwerbslebens orientieren sich moderne Lebensläufe nicht mehr nur am Gerüst der beruflichen Daten, sondern an einem (konstruierten) sinnvollen Narrativ, das von Peter Alheit als „Selbstverwirklichungsbiographie“ bezeichnet wird. Diese kann sehr aufschlussreich für Arbeitgeber sein, weil sie Motivationen auch für Richtungsänderungen und Brüche der Karriere sowie übertragbare Fähigkeiten erkennen lässt. Sie zeigt, wie es den Menschen gelingt, neue Wissensbestände und berufliche Erfahrungen an biographische Sinnressourcen zu assoziieren.